# 3406 Omsk
3406 Omsk este un asteroid din centura principală, descoperit pe 21 februarie 1969 de Bella Burnasheva.